# Халед Ар-Рашиді
Халед Мохаммед Ааїд Ар-Рашиді (араб. خالد محمد عايض الرشيدي; нар. 20 квітня 1987, Кувейт) — кувейтький футболіст, воротар клубу «Кадісія» та національної збірної Кувейту.

## Клубна кар'єра
Вихованець клубу «Ат-Тадамун», за дорослу футбольну кар'єру розпочав 2005 року. У 2008 році виїхав до Словаччини, де підсилив «Татран». Зіграв 10 матчів у словацькому чемпіонаті, але закріпитися в пряшівському клубі не вдалося. У 2010 році відправився в оренду до «Аль-Сулайбікхат», але встиг зіграти лише два матчі, після чого перебрався до «Аль-Арабі». Відзначився 1 голом у Прем'єр-лізі Кувейту в поєдинку проти «Аль-Кувейт». Після 104 матчів у чемпіонаті у першій команді й за 2 з половиною сезони виграв Кубок Наслідного принца Кувейту та Суперкубок Кувейту.

### «Ноттінгем Форест»
У липні 2012 року Аль-Рашиді приєднався до «Ноттінгем Форест» на місячний перегляд. «Ноттінгем Форест» подав заявку на дозвіл на роботу для Аль-Рашіді разом із двома іншими кувейтськими гравцями, але 23 серпня 2012 року їм усім було відмовлено.
16 січня 2013 року президент «Ноттінгем Форест» Фаваз Аль-Хасаві оголосив, що друга заявка на дозвіл на роботу була успішною і що Аль-Рашіді підписав контракт з клубом. 2 лютого 2013 року потрапив на лаву запасних на поєдинок проти «Бірмінгем Сіті».
15 січня 2014 року Ар-Рашиді залишив команду.

### Повернення на батьківщину
У 2014 році повернувся до Кувейта, де став гравцем «Ас-Сальмії». З 2018 року захищає кольори «Кадісії».

## Кар'єра в збірній
У футболці національної збірної Кувейту дебютував 2006 року. Поїхав на кубок Азії 2011 та 2015 року, але не зіграв жодного поєдинку у вище вказаних турнірах.

## Особисте життя
Халід — старший брат Фахада, також професіональний футболіст, який грав за «Ат-Тадамун», «Аль-Арабі» та «Ас-Сальмії».

## Досягнення
«Аль-Арабі»
- Кубок наслідного принца Кувейту
  -  Володар (1): 2011/12

- Суперкубок Кувейту
  -  Володар (1): 2012

«Ас-Сальмія»
- Кубок наслідного принца Кувейту
  -  Володар (1): 2015/16

«Аль-Кадісія»
- Суперкубок Кувейту
  -  Володар (2): 2018, 2019
- Кубок Федерації футболу Кувейту
  -  Володар (1): 2018-19

### Індивідуальні
- Золота бутса Прем'єр-ліга Кувейту (1): 2015/16